# Túnel Queens Midtown
El túnel Queens-Midtown (a veces también conocido como el Midtown Tunnel) es una carretera de peaje situada en la ciudad de Nueva York. Cruza bajo el East River y conecta el barrio de Queens en Long Island con el Distrito de Manhattan (en la zona del Midtown Manhattan). Diseñado por Ole Singstad, que se abrió al tráfico el 15 de noviembre de 1940. El túnel consta de dos tubos gemelos con cuatro carriles para tráfico con 1,955 metros de largo. Anteriormente circulaba por él la Ruta Estatal 24 de Nueva York.

## Curiosidades
- Desde 1981, el túnel se cierra al tráfico unas de horas, durante una noche cada primavera para permitir la caminata de animales anual del Circo Bros. Ringling y Barnum & Bailey. Un par de noches antes de la apertura del circo en el Madison Square Garden, los elefantes entran a Manhattan por el túnel y bajan por la calle 34 hacia el pabellón. En 2008, el circo se inauguró el 20 de marzo y el paseo de los animales tuvo lugar aproximadamente a la medianoche del 18 de marzo. Aunque este evento sea una gran tradición anual para algunos, en los últimos años ha atraído a las organizaciones de protesta por el tratamiento de los animales de circo.
- En 1997 aparece en la película Men in Black, en una escena en la cual Tommy Lee Jones y Will Smith vuelcan un Ford LTD.